# Marijan Kovačević
Marijan Kovačević (* 31. August 1973 in Hamburg) ist ein ehemaliger kroatischer Fußballspieler und heutiger Fußballtrainer, der auch die deutsche Staatsangehörigkeit besitzt.

## Spielerlaufbahn
Kovačević, der eine Lehre zum Versicherungskaufmann durchlief, bestritt sein erstes Bundesligaspiel für den Hamburger SV Mitte Oktober 1993. Zuvor hatte er bis zur A-Jugend beim SC Concordia Hamburg, dann beim HSV im Nachwuchs und in der Amateurmannschaft gespielt. Im November 1993 erhielt er einen Profivertrag.
1997 wechselte er zum VfL Wolfsburg und zwei Jahre später wurde er zum MSV Duisburg transferiert. Nachdem Kovačević den MSV zum Ende des Jahres 2001 verlassen hatte, wurde er bei keiner seiner folgenden Stationen länger als ein Jahr sesshaft, bis er im Juli 2005 zur zweiten Mannschaft des VfB Stuttgart wechselte. Kovačević qualifizierte sich mit dem VfB II in der Saison 2007/08 als Kapitän für die neue 3. Profi-Liga.
Am 4. Oktober 2008 kam Kovačević beim 4:1-Heimsieg gegen Werder Bremen in der Bundesliga zu seinem ersten und einzigen Pflichtspieleinsatz für die erste Mannschaft des VfB Stuttgart, acht Jahre nach seinem letzten Bundesligaspiel für den MSV Duisburg.
Nach der Saison 2008/09 beendete Kovačević seine Spielerkarriere.

## Trainerlaufbahn
Zur Saison 2009/10 wurde Kovačević Trainer der U15 des VfB Stuttgart. 2010/11 durchlief er den Fußballlehrer-Lehrgang. Von 2011 bis 2016 arbeitete er als Scout für den VfB.
Am 20. April 2016 übernahm er das Cheftraineramt bei der zweiten Mannschaft von TSV 1860 München bis zum Saisonende, nachdem der bisherige Trainer Daniel Bierofka zu den Profis befördert wurde.
Im Sommer 2016 wechselte Kovačević als Leiter des Nachwuchsleistungszentrum (NLZ) und U19-Cheftrainer zur SV Elversberg.
Nach zwei Jahren im Saarland wechselte im Juli 2018 zu den Stuttgarter Kickers und arbeitete hier als NLZ-Leiter und gleichzeitig Cheftrainer der A-Junioren. Im Sommer 2020 wurde sein auslaufender Vertrag nicht verlängert.
Am 30. Dezember 2020 wurde bekannt, dass er ab 2. Januar 2021 unter dem neuen Cheftrainer Sreto Ristic als Co-Trainer für Kickers Offenbach tätig ist.